# Un espion de trop
Pour plus de détails, voir Fiche technique et Distribution.
Un espion de trop (titre original : Telefon) est un film d'espionnage américain réalisé par Don Siegel, sorti en 1977. 
Le film illustre le thème des espions « dormants », dont l'activité est réactivée à partir d'une phrase-clé.

## Synopsis
Conditionnés à l'écoute d'un extrait du célèbre poème Stopping by Woods on a Snowy Evening de Robert Frost énoncés au téléphone, des citoyens apparemment inoffensifs se mettent à perpétrer des attentats-suicides sur le sol américain. Un agent reçoit pour mission d'enrayer le processus et découvre leur nature de « cellules dormantes », disséminées sur le territoire lors de la guerre froide, révolue. Quelqu'un a choisi de les réveiller.
La phrase réactivant les agents dormants : « Le bois est sombre et m'invite aux loisirs, mais j'ai d'abord un serment à tenir, comme la route est longue avant de dormir. N'oublie pas [nom de l'agent dormant], comme la route est longue avant de dormir. »

## Fiche technique
- Titre : Un espion de trop
- Titre original : Telefon
- Réalisation : Don Siegel
- Scénario : Peter Hyams et Stirling Silliphant d'après le roman de Walter Wager Telefon
- Production : James B. Harris
- Musique : Lalo Schifrin
- Photographie : Michael C. Butler
- Montage : Douglas Stewart
- Pays d'origine : États-Unis
- Format : Couleurs - 1,85:1 - Mono
- Genre : Action
- Durée : 102 minutes
- Date de sortie : 1977

## Distribution
- Charles Bronson (VF : Claude Bertrand) : Major Grigori Borzov
- Lee Remick (VF : Nicole Favart) : Barbara
- Donald Pleasence (VF : Georges Riquier) : Nicolai Dalchimsky
- Ed Bakey (VF : René Arrieu) : Carl Hassler
- Tyne Daly (VF : Jocelyne Darche) : Dorothy Putterman
- Alan Badel (VF : William Sabatier) : colonel Malchenko
- Patrick Magee (VF : Georges Atlas) : général Strelsky
- Sheree North (VF : Annie Balestra) : Marie Wills
- Frank Marth (VF : Gabriel Cattand) : Harley Sandburg
- Helen Page Camp (VF : Arlette Thomas) : Emma Stark
- Roy Jenson (VF : Michel Gatineau) : Doug Stark
- John Mitchum (VF : Jean Violette) : Harry Bascom
- Carmen Zapata : l'infirmière
- Iggie Wolfington (VF : Philippe Dumat) : Père Stuart Diller
- Jacqueline Scott (VF : Claire Guibert) : Mme Hassler
- Kathleen O'Malley (VF : Nicole Vervil) : Mme Maloney
- Ansa Ikonen (VF : Marie Francey) : la mère de Dalchimsky
- Jim Nolan : un vendeur